# Première guerre du Tayasal
Conquête espagnole de l'Amérique centrale
La première guerre du Tayasal est le fruit de la tentative d'annexion de cet état maya par les Espagnols menée entre 1622 et 1624. Elle se solde par une défaite espagnole et le maintien de l'indépendance du Tayasal.

## Historique
Entre 1521 et 1546, les Espagnols, jouant de leur supériorité technologique et des divisions entre Mayas firent la conquête de l'essentiel des états mayas. L'État du Tayasal, pourtant bien défendu car situé sur une île au milieu d'un lac, fut aperçu vers 1524-1525 par Cortés. Cependant, celui-ci dut rapidement faire mouvement vers le Honduras négligeant ce petit état. Les Itzas du bassin de Petén, territoire peu peuplé et isolé par des jungles, en profitèrent pour recouvrer leur indépendance. Tayasal devint leur capitale. 
En 1618, deux Franciscains arrivèrent à Tayasal. Ils furent reçus poliment mais les Itzas refusèrent de devenir catholiques. Ce refus motiva, en 1622, une expédition lancée par le gouverneur du Yucatan. Composée de 20 Espagnols et de 140 auxiliaires indiens, elle tomba dans une embuscade et fut rapidement détruite. Une seconde expédition, envoyée en 1624, fut détruite de la même façon avant que le gouverneur ne renonce à l'invasion.